# Nicarete impressipennis
Nicarete impressipennis là một loài bọ cánh cứng trong họ Cerambycidae.